# Fibra acrílica

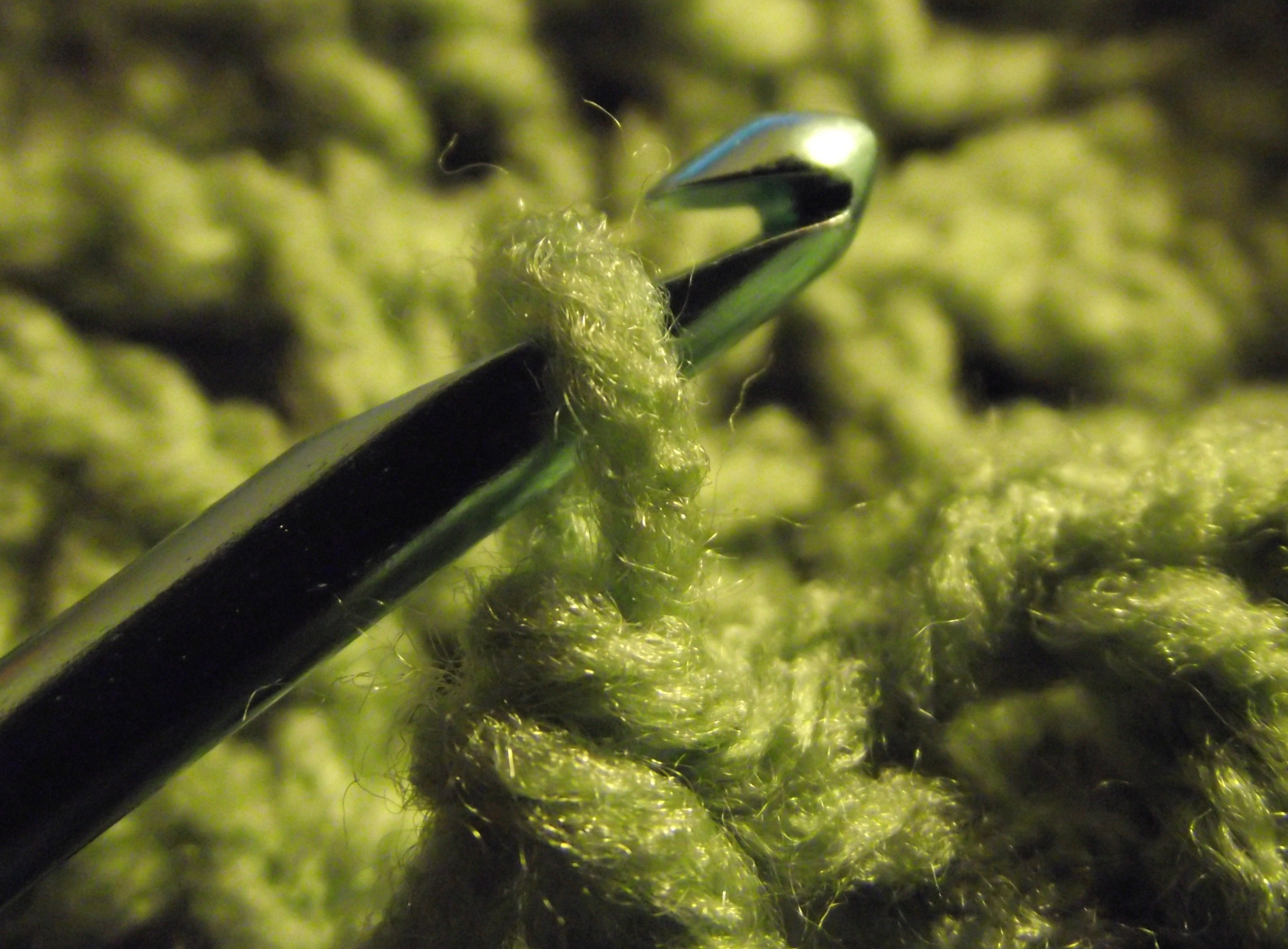
Madeja de hilo acrílico verde junto con una aguja para tejerlo

La fibra acrílica es una fibra sintética elaborada por polimerización del acrilonitrilo (cianuro de vinilo) del que deriva su nombre genérico. El número de monómeros empleado en la fabricación de la fibra está comprendido entre 1000 y 2000. Para facilitar su hilado y teñido, la polimerización se lleva a cabo junto con aproximadamente un 15% de acetato de vinilo como copolímero, u otros  monómeros como el cloruro de vinilo.  Fibras obtenidas con un contenido mayor del 15% de copolímero no son consideradas como acrílicas. Nombres comerciales de las fibras acrílicas son: Acrilán,Crilenka, Redón, Dralón, Exlán, Crylón, Zefrán, Dolán o Orlón, siendo esta última la primera marca con la que se comercializaron las fibras acrílicas, desarrolladas en 1941 por DuPont, que la registró con dicho nombre.
La fibra acrílica se utiliza como sustituto de la lana, a menudo en suéteres y chándales y en forros para botas y guantes, ya que las fibras son cálidas y voluminosas. Al ser fibras de alta resistencia al desgaste, también se  utilizan en telas para tapicería y alfombras.  El acrilonitrilo es relativamente barato, pero los disolventes son costosos, por lo que la hilatura es más cara que en otras fibras sintéticas. 

## Obtención

Estructura química del acrilonitrilo.

El monómero de partida para la obtención de la fibras acrílicas se descubrió en 1893. Se produce industrialmente en grandes cantidades mediante alguna de las siguientes reacciones de síntesis:
- El acrilonitrilo puede obtenerse en un solo paso por adición de ácido cianhídrico al acetileno en medio clorhídrico y en presencia de sales cuprosas y amónicas:

{\displaystyle {\ce {CHCH + HCN ->[{HCl}][{Cu(I)}] CH2=CH2-CN}}} 
- Adición de ácido cianhídrico a óxido de etileno y eliminación de la molécula de agua de la etilenocianhidrina formada a temperatura alta y presencia de catalizador de estaño (procedimiento de Union Carbide).[3]

{\displaystyle {\ce {C2H4O + HCN -> CH2OH-CH2-CN -> CH2=CH2-CN + H2O}}}
- El procedimiento seguido por DuPont parte de propileno y óxido nítrico, que en fase gaseosa, a 700 °C reaccionan en presencia de un catalizador de plata:[3]

{\displaystyle {\ce {4CH3-CH=CH2 + 6NO -> 4CH2=CH-CN + 6H2O + N2}}}
El acrilonitrilo es uno de los pocos monómeros que pueden polimerizar en disolución acuosa; sin embargo, el polímero puro es difícil de disolver en los disolventes orgánicos e inorgánicos de uso general. Solamente es soluble en dimetilformamida, por lo que para el hilado de las fibras acrílicas, es necesario partir de disoluciones del polímero en este disolvente. La polimerización tiene lugar mediante mecanismos de adición por formación de radicales libres utilizando como iniciadores peróxidos o mediante mecanismo aniónico con catalizador de amida de sodio (NaNH2).  
Una vez obtenido el polímero, la  extrusión se efectúa en un baño coagulante, se seca, se ondula y recoge en forma de cable de filamentos continuos para usarlo en el proceso de voluminizado o se corta en fibras y se embala. También es posible realizar el hilado en seco, partiendo de la disolución de polímero al 20% en dimetilformamida, en cuyo caso la extrusión se hace en aire caliente. Después de la hilatura, las fibras se estiran en caliente a tres o diez veces su longitud original, se ondulan, se cortan y se comercializan como fibra corta o cable de filamentos continuos. 
Es frecuente que las fibras acrílicas se preparen mediante copolimerización con un 15% de acetato de vinilo. En este caso la fibra obtenida, de propiedades similares a la fibra no copolimerizada, es más fácil de disolver para el hilado y más fácil de teñir
Entre las propiedades que caracterizan estas fibras, destacan su ligereza, suavidad, elasticidad y abrigo, lo que les da un aspecto similar al de la lana, por lo que se utiliza como sustituto de esta, o en hilados mezclados con lana. La fibras acrílicas absorben muy poca agua y secan rápidamente

## Química y estructura molecular
Las fibras acrílicas son fibras elaboradas en donde la sustancia que forma la fibra es un polímero sintético que, cuando menos, contiene 85% en peso de acrilonitrilo. 
El zefrán es un polímero injertado. En este tipo de polimerización, el aditivo no forma parte de la cadena molecular principal, sino que se incorpora como cadenas laterales.
- polímero
- copolímero
- polímero injertado

Los copolímeros acrílicos no son tan fuertes como los homopolímeros o los acrílicos injertados. Puesto que el uso final de estas fibras es principalmente para prendas de vestir y telas de uso doméstico, esta reducción de la resistencia no es muy importante. 

## Estructura física
Una de las características más importantes de las fibras acrílicas es la forma de su sección transversal que es resultado del proceso de hilatura. La hilatura en seco produce una en forma de hueso (hueso de perro). Las diferencias en sección transversal influyen sobre las propiedades físicas y estéticas y son por lo tanto un factor determinante en el uso final. Las formas redondas y de frijol son mejores para alfombras porque tienen cierta rigidez que contribuye a la elasticidad.
La forma de hueso y las formas planas dan la suavidad y el lustre deseado para las prendas de vestir. El Creslán, el zefrán y el acrilán se hilan en húmedo.
Toda la producción de fibras acrílicas en los EE. UU es en forma de fibras cortas y de cable de filamentos continuos. Las fibras cortas pueden encontrarse en todas las medidas de deniers y longitud adecuadas para los sistemas de hilado.
Varía también el potencial de encogimiento de las fibras acrílicas. Las primeras fibras bicomponentes que se produjeron fueron acrílicas.

## Propiedades y usos
EstéticasLos acrílicos son las más semejantes a la lana. Las fibras para alfombras parecen ser lana y los tejidos para bebé parecen ser de lana, pero son más suaves y su cuidado es mucho más simple. El jersey, el challis y otras telas finas pueden reproducirse con fibras acrílicas. El costo de las telas y de las prendas elaboradas con fibras acrílicas es semejante a la lana de buena calidad [cita requerida], pero son especialmente adecuadas para las personas alérgicas a la lana. Las primeras fibras acrílicas producían frisas (pilling) y las prendas se estiraban y abolsaban (en lugar de encoger, como la lana) pero dichos problemas se solucionaron al utilizar estructuras adecuadas en los hilos y el tejido.
Los acrílicos pueden plancharse, también tienen la capacidad de desarrollar un potencial de encogimiento latente y retenerlo indefinidamente a temperatura ambiente. 
DurabilidadLas fibras acrílicas no son tan durables como el nailon, el poliéster, o las fibras de olefina, pero para prendas de vestir y usos domésticos su resistencia es satisfactoria. El primer orlon se produjo en forma de filamento con una resistencia casi tan buena como el nailon. La resistencia de las acrílicas a los tintes y el alto costo de producción limitó su uso en estos usos finales. Más tarde se alcanzó éxito utilizando fibras cortas de menor resistencia.
ComodidadLas fibras acrílicas son suaves y a veces pueden causar alergias o urticaria en la zona de contacto de la prenda. Tienen una densidad de 1.14-1.15 g/ cc, lo que lo hace mucho más ligera que la lana. La recuperación de humedad varía de 1.30 a 3.0%. Las fibras acrílicas de gran volumen proporcionan calor en telas ligeras.
Cuidado y conservaciónLas fibras acrílicas tienen buena resistencia a la mayoría de los productos químicos, excepto a los álcalis fuertes y a los blanqueadores a base de cloro. Los acrílicos pueden lavarse en seco; en algunas prendas se pierde el acabado y la tela se sentirá áspera. Estas fibras son resistentes a las polillas y hongos. Las fibras acrílicas tienen una excelente resistencia a la luz solar. Las características de combustión de las fibras acrílicas son similares a la de los acetatos. Las fibras se reblandecen, se incendian y arden libremente, descomponiéndose para dejar un residuo negro y quebradizo. Despide un olor químico aromático, muy distinto del olor a vinagre de los acetatos. La diferencia en inflamabilidad de las fibras acrílicas y las modacrílicas es resultado del alto contenido del acrilonitrilo en las acrílicas. Las modacrílicas, donde el contenido de esta sustancia es mucho menor.

## Comparación de la fibra acrílica con la lana
| Propiedades de la fibra          | Acrílica                              | Lana                          |
| -------------------------------- | ------------------------------------- | ----------------------------- |
| Resistencia a la ruptura         | 2,0-3,5 g/ d seco 1,8-3,5 g/ d húmedo | 1,5 g/ d seco 1,0 g/ d húmedo |
| Recuperación elástica            | 92%                                   | 99%                           |
| Alargamiento antes de la ruptura | 30%                                   | 45%                           |
| Resistencia a la abrasión        | Buena                                 | Regular                       |

Otro tipos de fibras acrílicas son las fibras modacrílicas.